# Ford Motor Company
A Ford Motor Company amerikai multinacionális vállalat, amit Henry Ford 1903. június 16-án Lansingben alapított 11 társával együtt, mindössze 28 000 dollár készpénzből. A világ egyik legnagyobb ipari vállalatának  fejlődése szorosan összekapcsolódik az Amerikai Egyesült Államok XX. századi ipari fejlődésével.

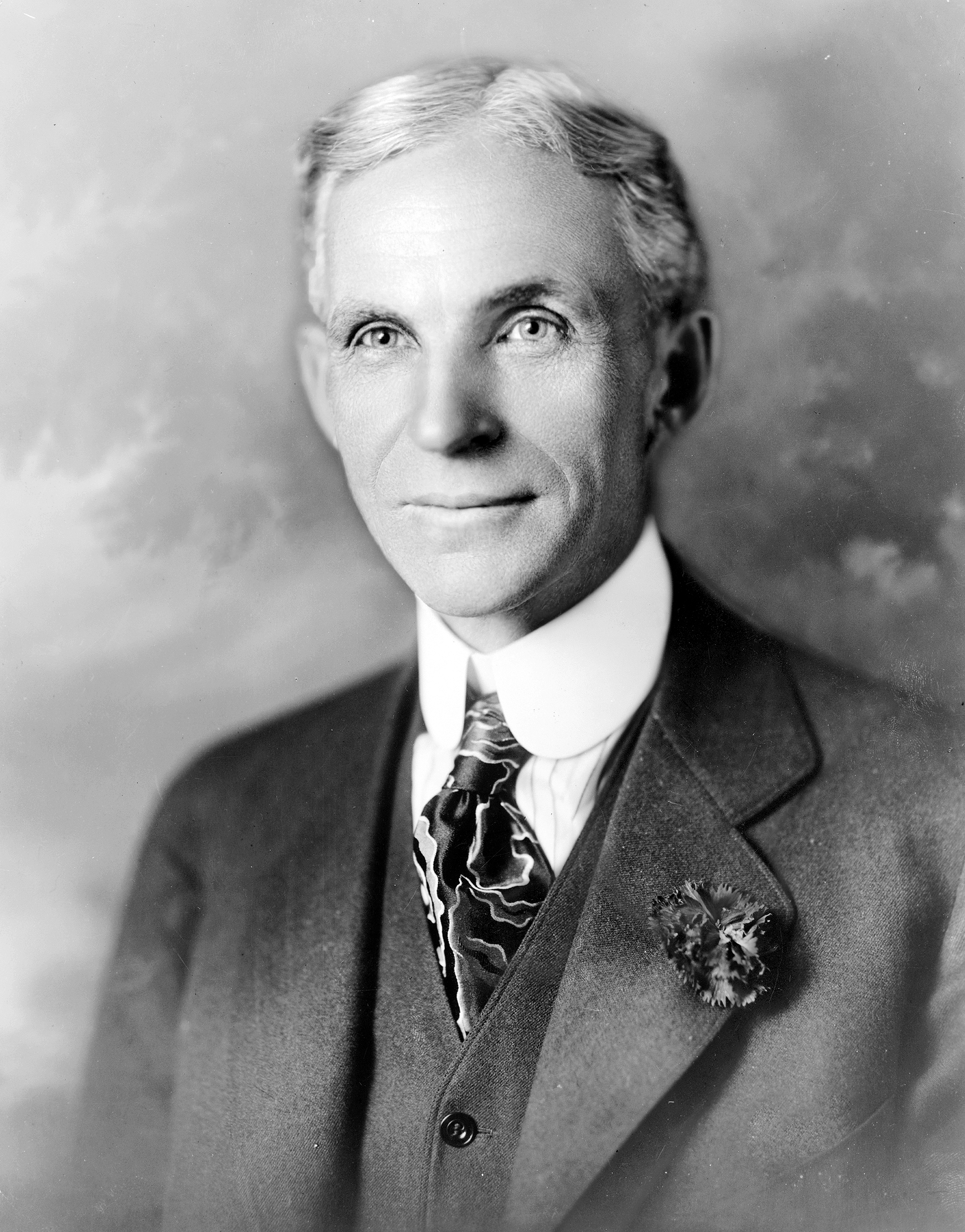
Henry Ford, az alapító (1919)

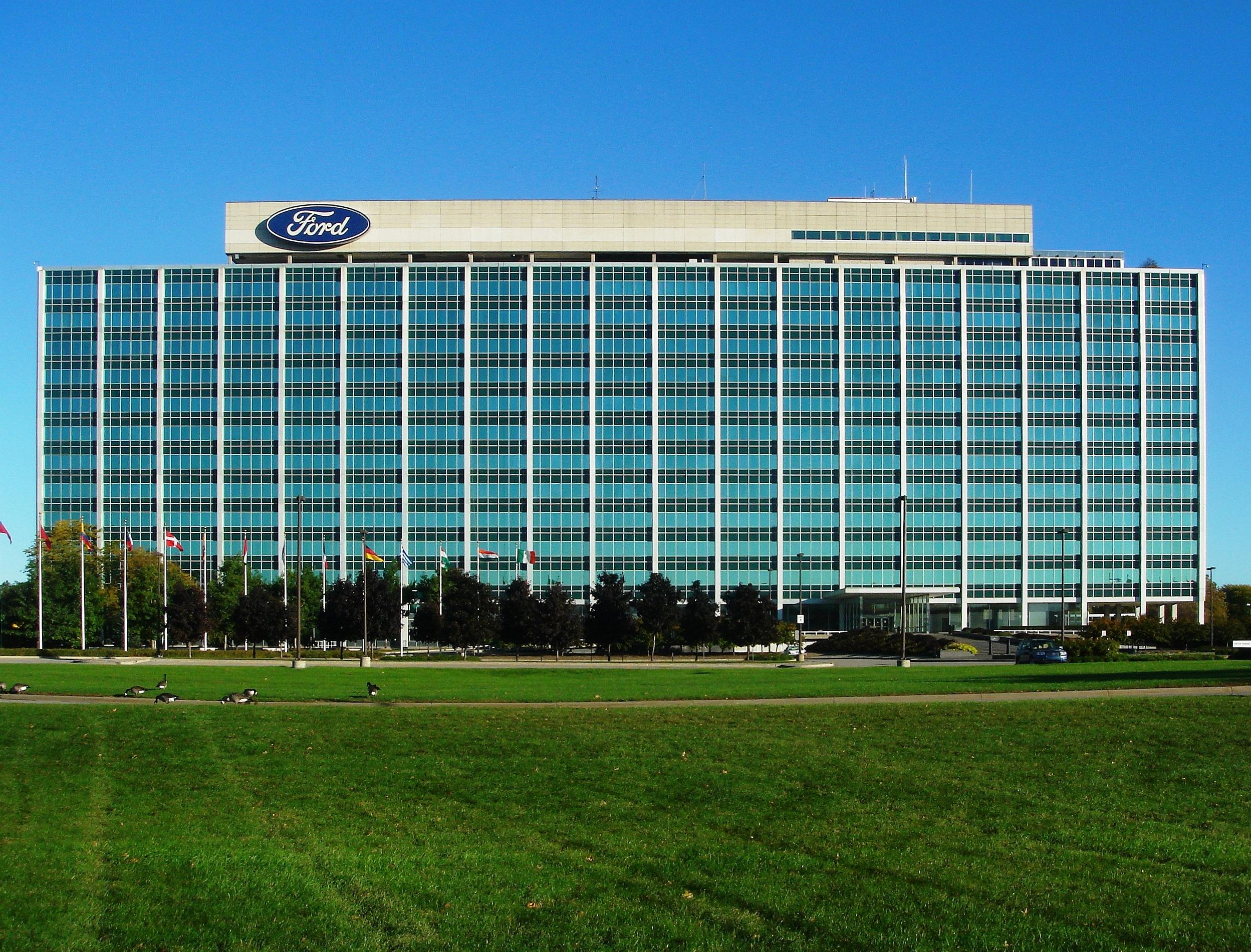
Székhely

## Története
A század elejétől fogva az amerikai ipar egyet jelent a Ford névvel. A Ford gyár az alapítás idején egy átalakított kis detroiti vagongyárat jelentett 10 fő alkalmazottal.
Henry Ford irányításával az első 15 hónapban 1700 autó hagyta el a gyárat. A gépkocsik 1903 és 1908 között az ábécé első 19 betűjét viselték. A korai gyártmányok közül az első sikeres modell az "N-modell" volt, mely egy kicsi és könnyű négyhengeres autó volt és 500 dollárért árulták. Az 1908-as év folyamán aztán megjelent a legendás "T-modell", melyből az elkövetkező tizenkilenc évben több mint 15 millió darabot adtak el. Amerika nem kevesebbet köszönhetett a "T-modellnek", mint azt, hogy elindulhatott a városiasodás útján.
Az első Ford gépkocsit egy chicagói fogorvos, egy bizonyos Mr. Pfennig vásárolta. Ezzel a Ford megtette az első lépést, hogy a világ egyik vezető autógyártójává nője ki magát. 1914-re már minden második autó a Ford gyárból került ki. A fokozatos növekedés külföldi terjeszkedést tett szükségessé. A Ford Motor Company az első külföldi gyárat Kanadában, Walkerville-ben alapította. A Ford autók az autópiac minden kategóriájában uralták a piacot. Az első komolyabb európai megjelenést az 1931-ben, Kölnben megnyitott gyár jelentette.
1942-ben a Ford Motor Company is, mint minden más amerikai gyár a haditermelésre állt át. A háborús termelési program eredményeként a gyár több mint 8000 bombázó repülőgépet, 5700 repülőmotort és mintegy 250 ezer dzsipet, tankot és más háborús gépet szállított az Egyesült Államok hadseregének.

## A Ford márkái
A Ford mint konszern több autómárkát is a magáénak mondhat.
 
Amerikaiak közül a Lincolnt, a Mercuryt, valamint az ez utóbbihoz tartozó Cougart. Ezen márkák kínálatában saját autókon kívül többször az anyacég modelljeivel megegyező autók is szerepeltek, illetve szerepelnek. 1958 és 1960 között létezett az Edsel is, mely Henry Ford fiának keresztnevéről kapta a nevét. A gyenge eladások miatt azonban két év múlva meg is szűnt az Edselek gyártása.
Külföldi márkák közül jelenleg a Volvo tartozik a konszernhez a személygépjármű gyártás kivételével, amely üzletág 2010-ben kínai tulajdonba került.

Korábban birtokolta az Aston Martint (1989-2007), ahogy a Jaguart és a Land Rovert is, amit 2008-ban adott el az indiai Tata cégnek.
Ezen kívül kapcsolata volt, illetve van az orosz GAZ-zal, valamint a japán Mazdával.

## Amerikai modellek

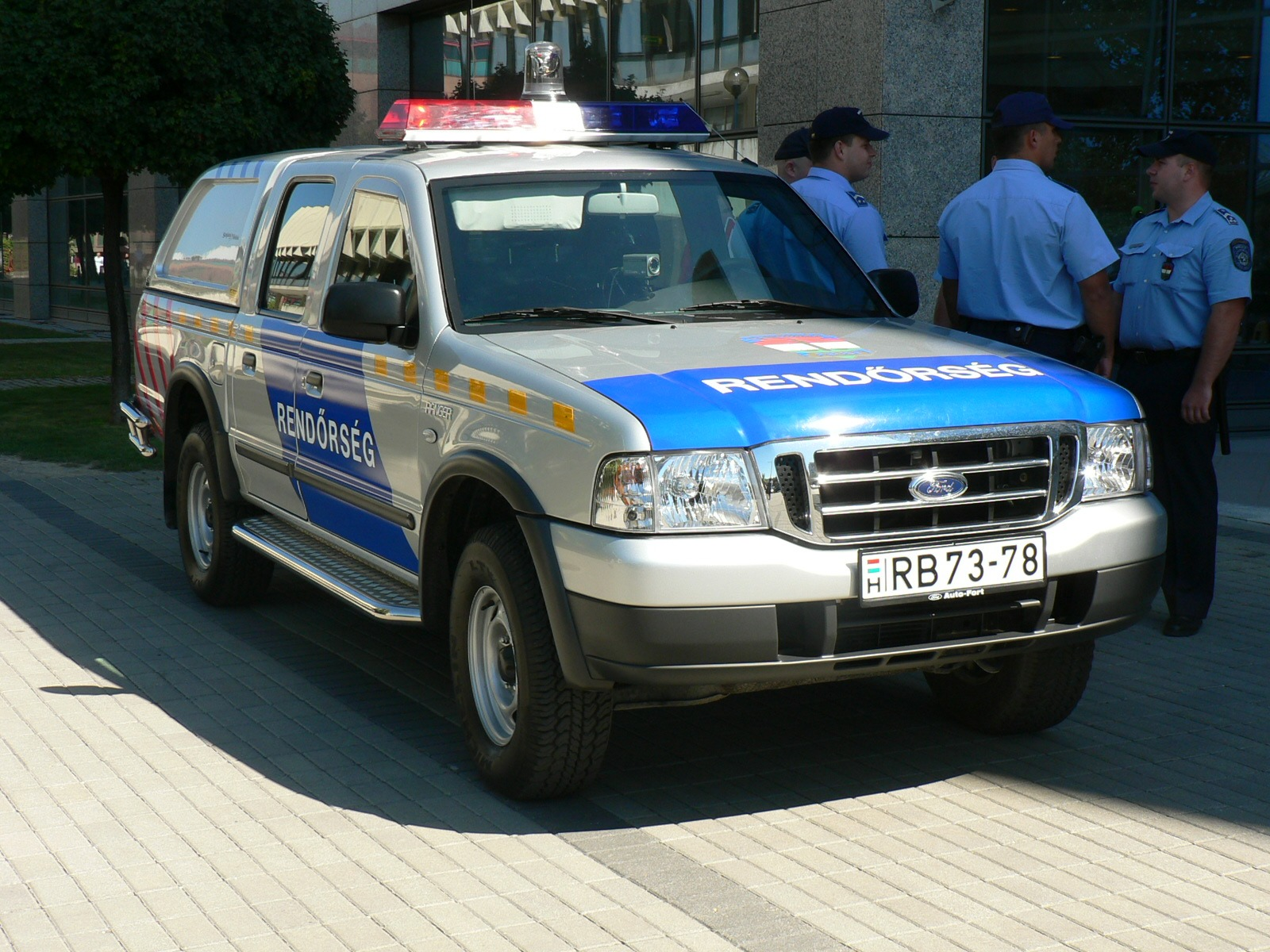
Ford Ranger, mint magyar rendőrautó

- Ford Fiesta
- Ford Fiesta Sedan
- Ford Focus
- Ford C-Max
- Ford Edge
- Ford Escape
- Ford Fusion
- Ford Taurus
- Ford Mustang
- Ford Flex
- Ford Explorer
- Ford Expedition
- Ford Ranger
- Ford F-150, F-250, F-350, F-450

## A Ford emblémája

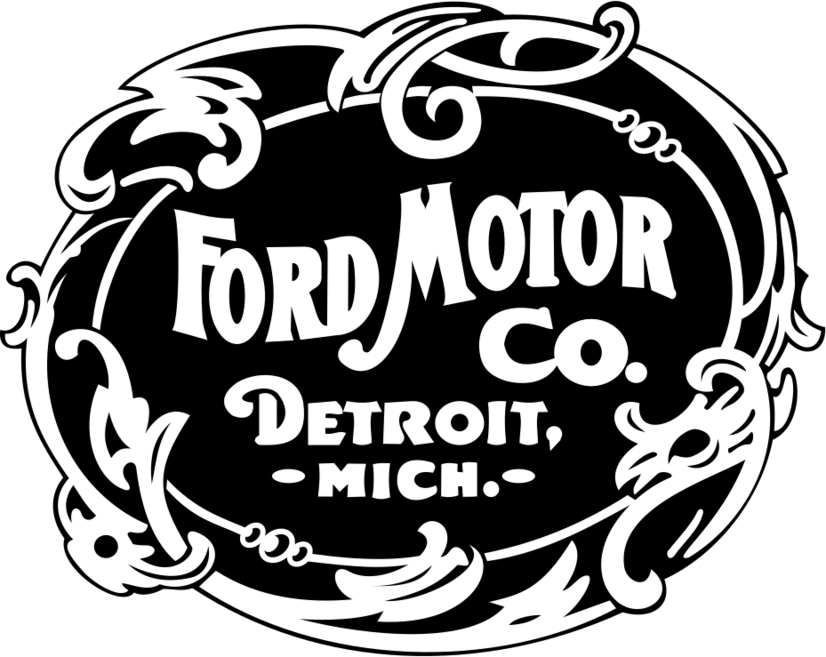

### 1903 – Betűk és emblémák
A Ford ovális márkajelzése az egyik legismertebb cégjelzés a világon, és már több mint 50 éve rendszeresen használják. A kézírásos márkajelzés egészen a vállalat indulásáig nyúlik vissza, amikor Henry Ford egyik mérnök asszisztense elkészítette a Ford Motor Company szavak stilizált változatát.
A kézírásos betűket először 1903-ban a cégkiadványoknál használták, de az első sorozatgyártású autó, az A-modell különleges elbánásban részesült. Ford készítette el az autó első emblémáját, ami az akkori időkben nagyon divatosnak számító szecessziós szegélyt kapott.

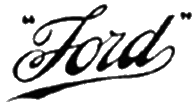

### 1906 – Szárnyas kézírás
1906-ra kialakult a kézírásos embléma kidolgozottabb formája, ahol meghosszabbították az „F” és „D” betűk végeit. Ez az embléma „szárnyas kézírás” néven vált ismert. Ezt az emblémát 1910 végéig használták a Ford autókon, amikor is a betűket a még ma is használatos formátumra alakították át. A kézírásos Ford márkajelzést 1909-ben jegyeztették be az Egyesült Államok szabadalmi hivatalában.

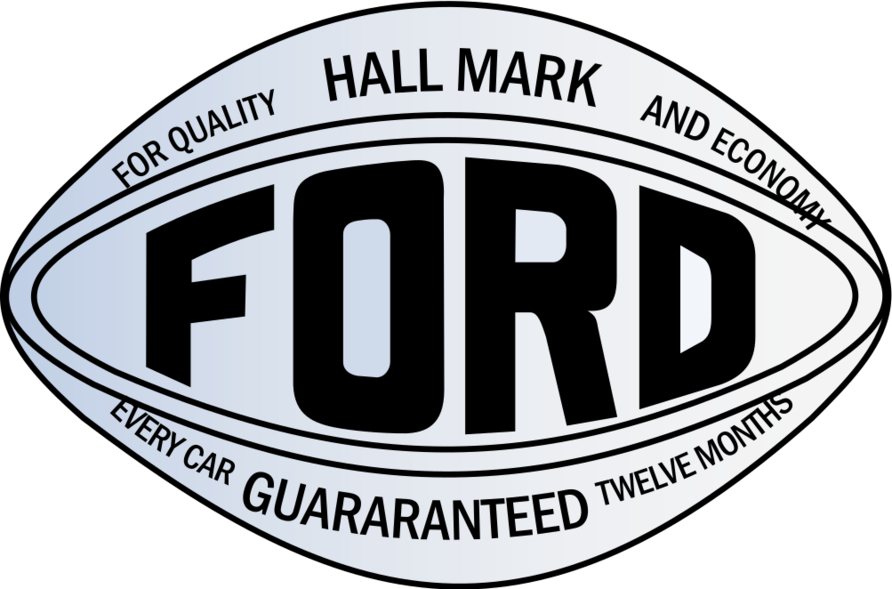

### 1907 – Az első ovális embléma
Az első ovális Ford emblémát először 1907-ben használták cég brit képviselői, Perry, Thornton és Schreiber – akik az eredeti nagy-britanniai Ford Motor Company Limited előfutárai voltak. Ezzel az ovális emblémával „a megbízhatóság és a gazdaságosság fémjeleként” reklámozták a Fordot.

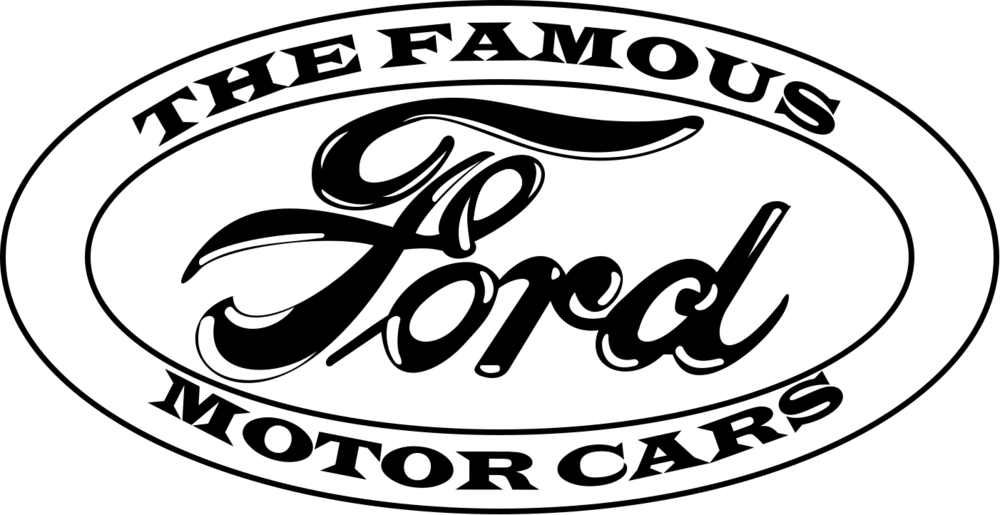

### 1911 – A végleges ovális embléma
A kézírás és az ovális forma kombinálásával a Ford 1911-ben elkészítette végleges emblémáját, amit elsődlegesen az Egyesült Királyságban működő Ford márkakereskedők azonosítására használtak. Mindamellett a Ford járműveknél és a cégkiadványoknál egészen az 1920-as évek végéig tovább használták a kézírásos betűjelzést.

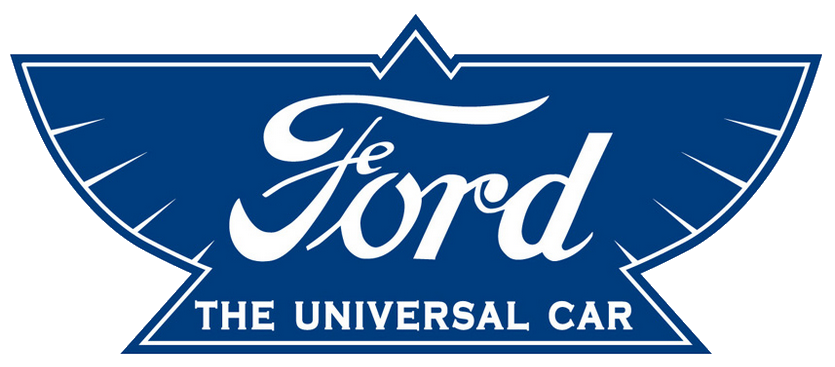

### 1912 – A „The Universal Car” embléma
A Ford vállalat rövid ideig mellőzte az ovális emblémát, és egy szárnyas háromszög formát használt az autóin. Az embléma, ami a gyorsaságot, könnyedséget, kecsességet és stabilitást kívánta szimbolizálni, narancs vagy sötétkék színben készült, és a „The Universal Car” (Az univerzális autó) felirat volt olvasható rajta. Henry Ford nem szerette ezt az emblémát, s annak használatát hamarosan be is szüntették.

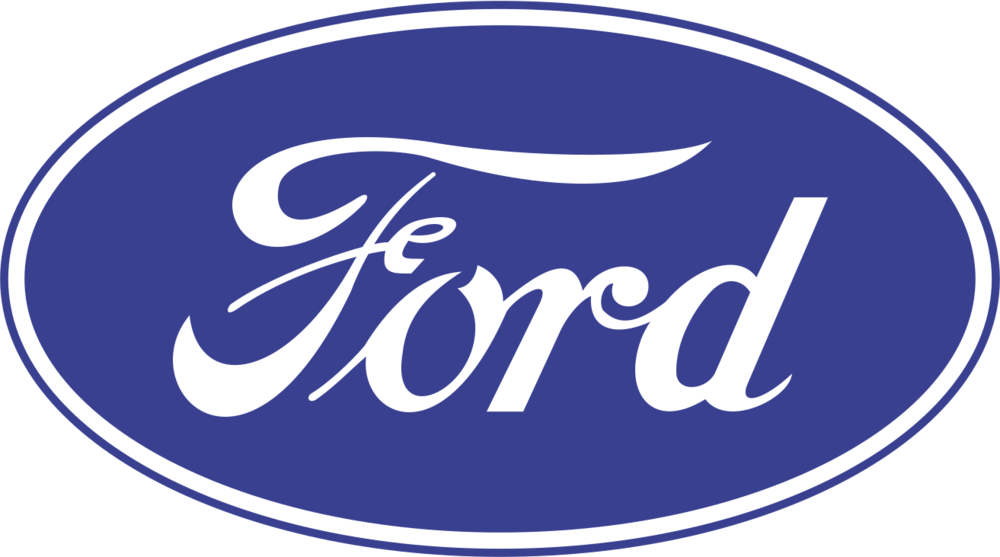

### 1927 – Az ovális Ford jelvény
Az 1927-es A-modell volt az első olyan Ford jármű, amely
hűtőrácsának jelvényeként viselte az ovális Ford emblémát. Az emblémát a megszokott királykék háttérrel, amit ma is ismerünk, az 1950-es évek végéig számtalan autón használták. Az ovális Ford jelvény, bár a cégkiadványoknál továbbra is következetesen használták, egészen az 1970-es évek közepéig nem volt megtalálható egyetlen járművön sem.

### A ma használatos ovális kék embléma
1976 óta a kék és ezüst színű ovális Ford emblémát használják azonosító jelként minden Ford járművön, ami az egész világon könnyen felismerhető és következetes márkajelzéssel szolgál a vállalat valamennyi üzeme, létesítménye és terméke számára.

## Nevezetes modellek

### A-modell

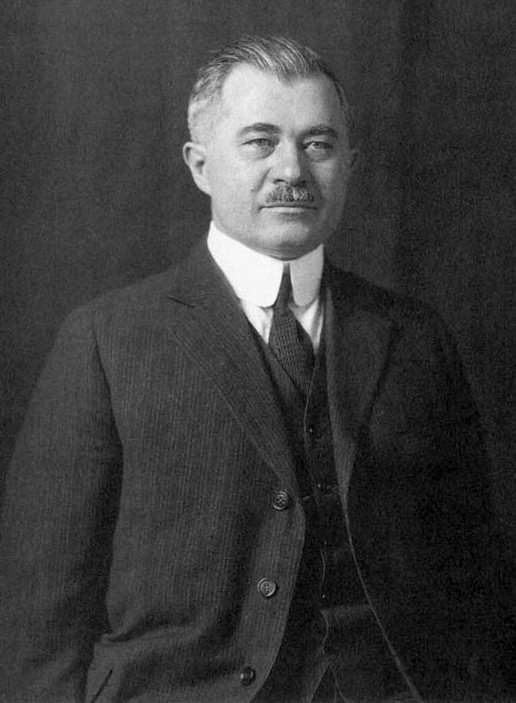
Galamb József

A Ford első modellje az 1903-ban elkészült A-modell volt. Kétüléses kocsitestét 1668 köbcentis, 8 lóerős, kéthengeres boxermotor hajtotta. Fejlesztése 28 ezer dollárba került, két év alatt 1750 darabot adtak el 750 dolláros áron. 

### T-modell
A Ford első nagy sikere a T-modell, amelyet tréfásan Tin Lizzienek [magyarul: "Bádog Böske"] is neveztek, 1908 és 1927 között volt gyártásban. A tervezésében Harold Wills mellett két magyar szakember is részt vett: Galamb József és Farkas Jenő. Az autó bolygóműves sebességváltója és elektromos gyújtóberendezése Galamb elgondolásai szerint készült. Ugyancsak ő szervezte meg a gépkocsik előállítását, forradalmasítva a termelést: a kezdeti tíz percet követően, a gyártás csúcspontján mindössze 10 másodpercenként készült el egy T-modell.
A T-modell orrában egy 177cui-es (2900 cm³) négyhengeres motor kapott helyet, amely 20 LE teljesítmény leadására volt képes, a végsebessége 45 mph (72 km/h) volt.
Ez volt az első sorozatgyártású, gyártósoron készült autó, amellyel a középosztályt célozták meg. Gyakran idézik a következő mondatot Henry Fordtól: "A vevőnk bármilyen színben megrendelheti autóját, feltéve, hogy a szín fekete." Valójában a T-modelleket 1908 és 1914 között, valamint 1926-27-ben más színben is lehetett rendelni. Egyes vélemények szerint a fent idézett kijelentés oka az volt, hogy a korabeli fekete festék sokkal hamarabb megszáradt, mint a színes változatok, ezért a gyártás is gyorsabban ment, több autót tudtak előállítani.
A T-modell végül akkora siker lett, hogy 1917 és 1923 között a Fordnak egyáltalán nem volt szüksége reklámra, az évek során pedig összesen 15 millió darab autó készült el.

## Az első mozgó szerelőszalag
Henry Ford 1913-ban tervezte meg az első mozgó összeszerelősort, amivel forradalmasította a Ford T-modell gyártási folyamatát. Az első Ford gyárban, amely az Egyesült Államokbeli Michigan államban, Highland Parkban volt, felállított összeszerelősor a tömegtermelési módszerek mércéjévé vált az egész világon.
A kezdetekkor a Ford vállalat ugyanazzal a módszerrel gyártotta az autókat, mint bármely más cég – egyszerre egyet, úgy mint a házépítésnél. Az autó a teljes gyártási folyamat során a földön állt, miközben a szerelők és azok segítői elmentek a különböző alkatrészekért, majd visszatértek az autóhoz, és az alvázból kiindulva így rakták össze az autót. Később az autókat szerelőpadokon rakták össze, amelyeket az egyik csoport munkástól tovább lehetett vinni a következőhöz. Ez bizonyos mértékben felgyorsította a gyártási folyamatot, de Fordnak továbbra is szakképzett munkáscsoportokra volt szüksége a "kézzel gyártott" autók összeszereléséhez.
Első lépésként a gyárban dolgozó munkásokat előre kijelölt munkaállomásokon helyezték el, és az alvázhoz erős kötelet rögzítettek. Ezt azután egy egyenes vonal mentén húzták végig, az egyes munkaállomásoknál sorban megállva, amíg a jármű végül el nem készült. A szakképzett munkaerőtől való függőség csökkentése érdekében Henry csereszabatos alkatrészeket alkalmazott, amiket a szakképzetlen munkások is könnyen össze tudtak szerelni. A kísérletek gravitációs csúszdákkal és görgősorokkal folytatódtak tovább.

Az utolsó lépést a mozgó végső szerelősor létrehozása jelentette. Az autó a puszta alvázból indulva végighaladt az összeszerelősoron és sorban az összes munkaállomáson, míg végül a saját erejéből legördült a teljesen összeszerelt autó. Az összeszerelősor mentén fekvő ellátósorokat úgy hangolták össze, hogy a megfelelő időben biztosítsák a megfelelő alkatrészeket.
A pontosság, folyamatosság és sebesség ezen kombinációja megteremtette a világon a tömegtermelést. A Highland Parkban a T-modellek gyártása rekordszintet ért el. Ezután minden egyes munkanapon 10 másodpercenként egy kész autó gördült le a szerelősorról.

## Nyitás Európa felé

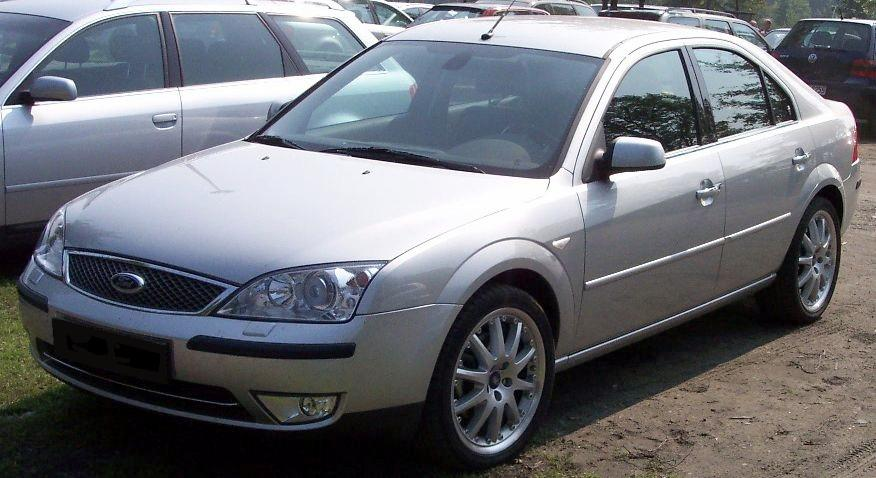
Ford Mondeo

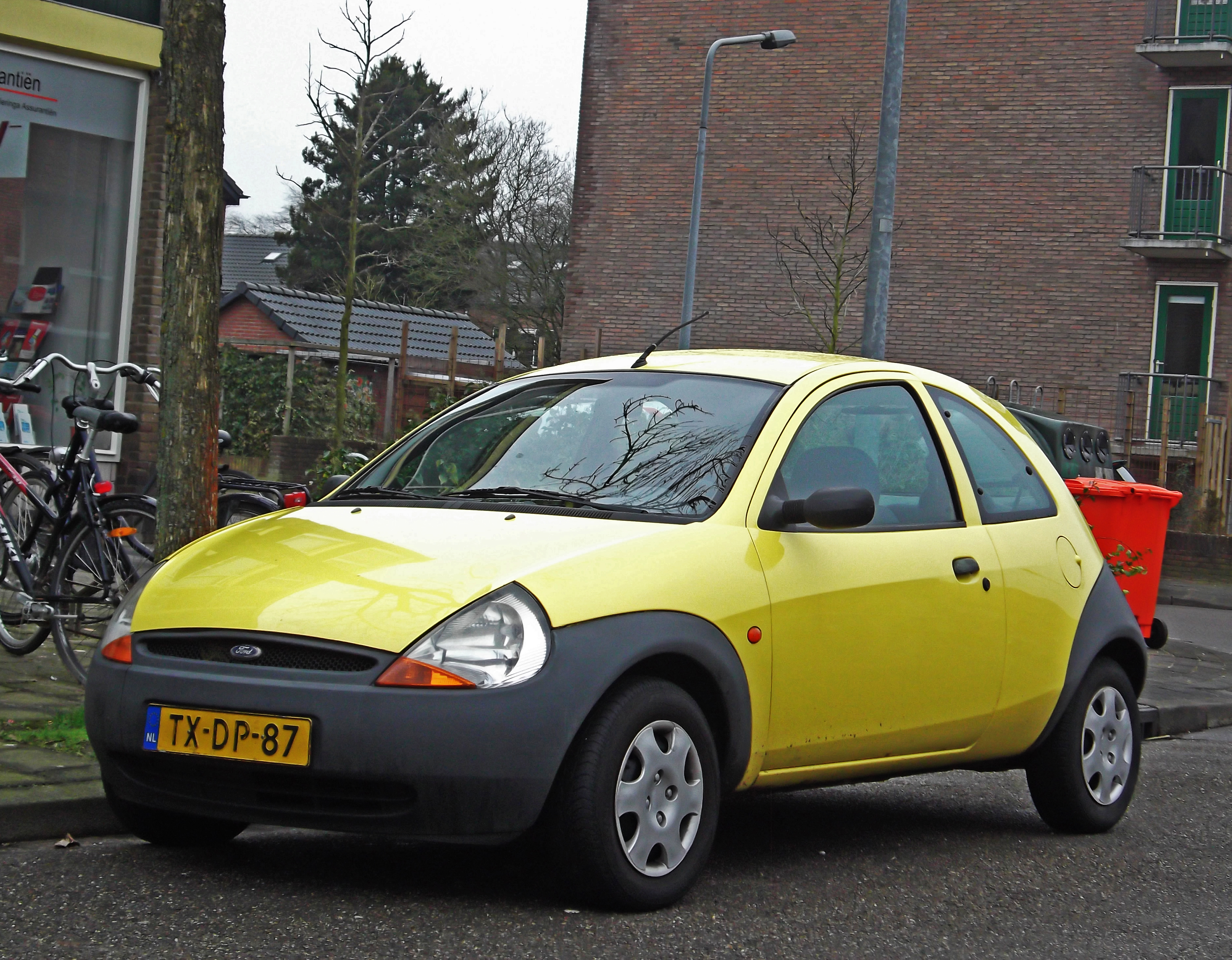
Ford Ka

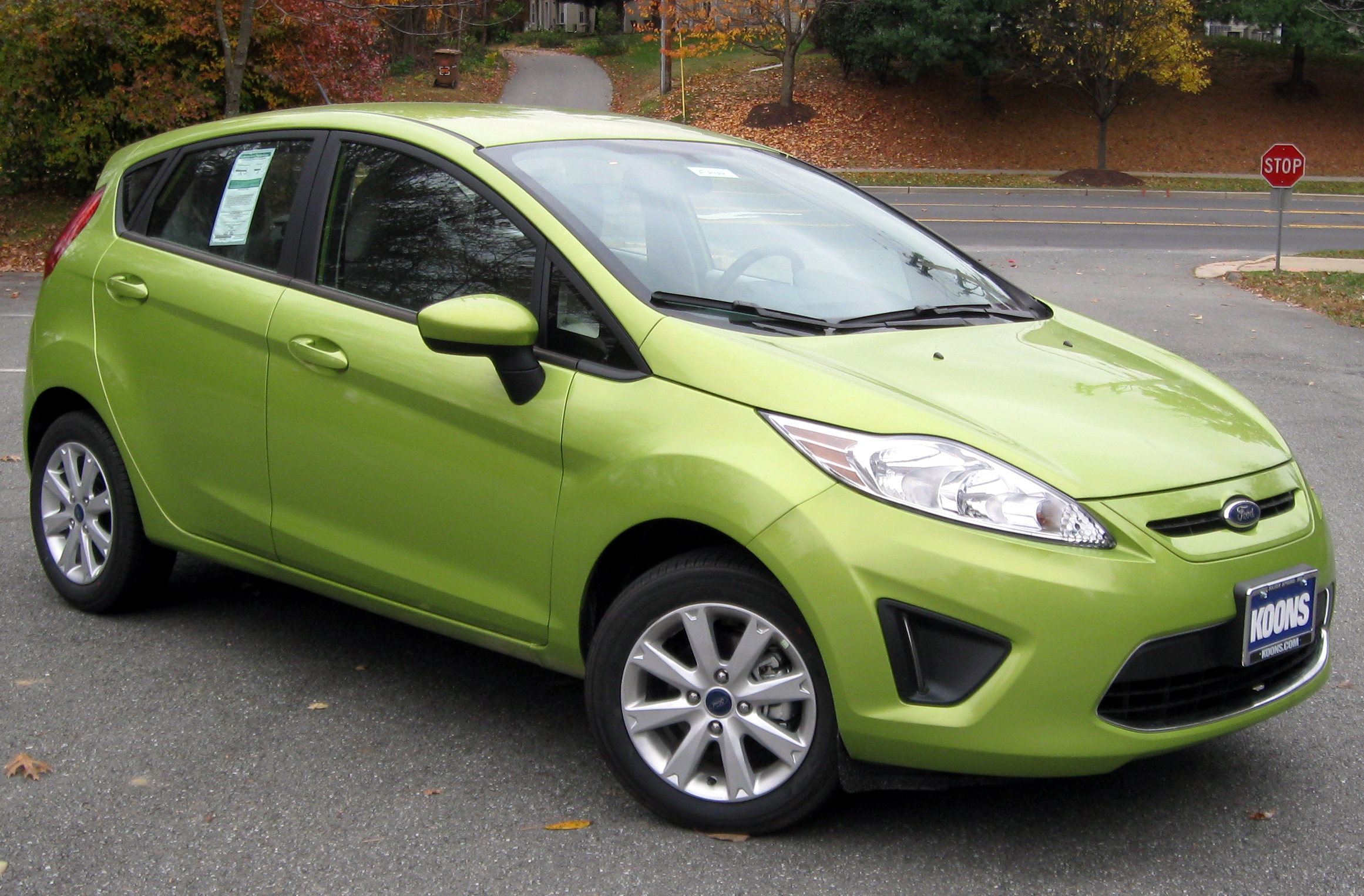
Ford Fiesta

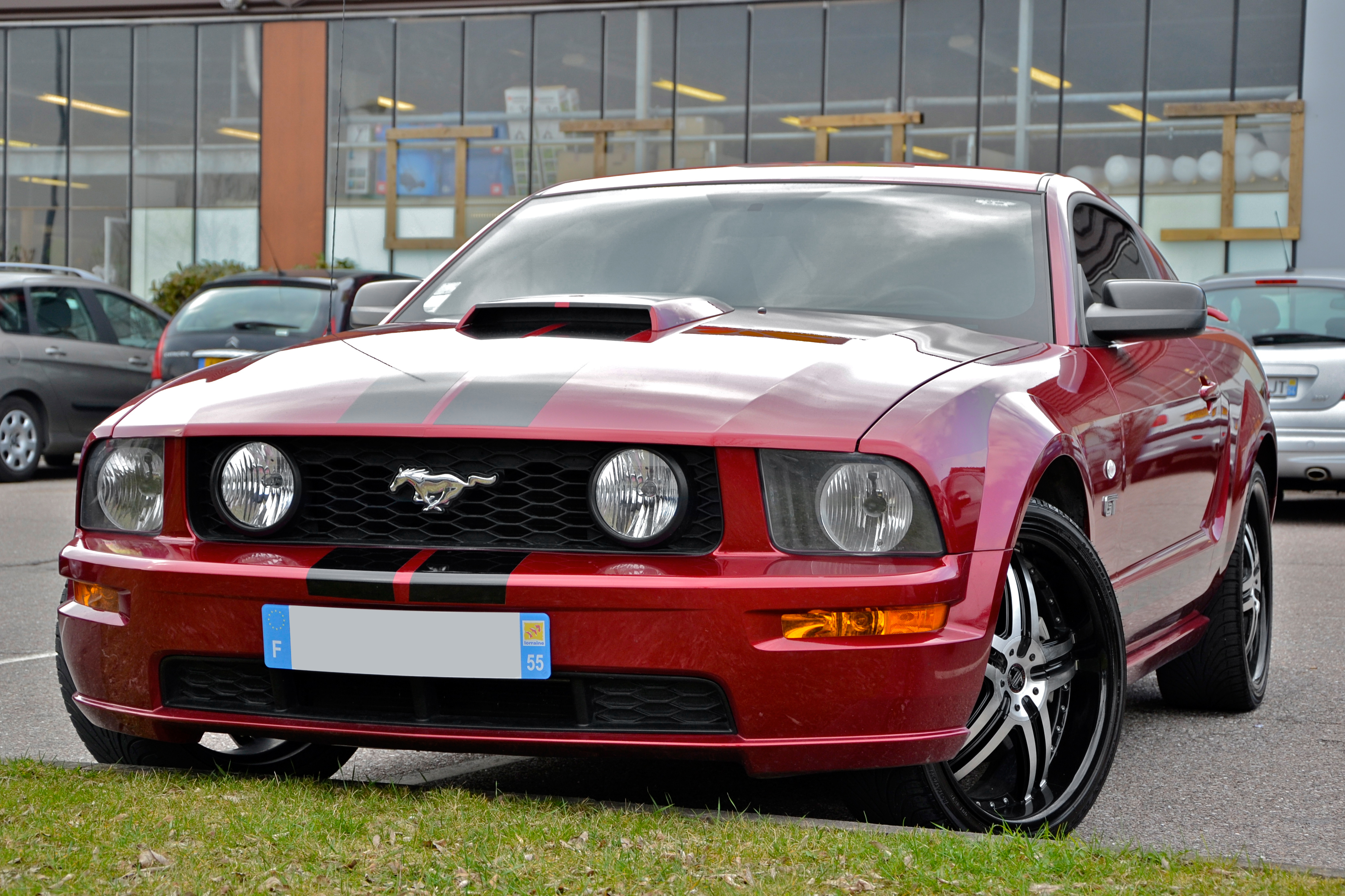
Ford Mustang GT

A Ford Motor Company 1967-ben alapította meg európai részlegét Ford Of Europe néven. A 70-es évek elején egyre nagyobb kereslet mutatkozott a kisebb autók iránt, az 1973-as arab-izraeli háború, valamint az ezt követő olajválság egyértelművé tette, hogy a Fordnak is elő kell rukkolnia egy ilyen irányú igényeket is kielégítő járművel. Henry Ford ellenezte a kis autó terveit, kedvenc szavajárása a következő volt: "Kis kocsi, kis profit". Lee Iacocca nyomására azonban belátta, hogy ha Amerikában nem is, Európában van értelme fejlesztésbe fektetni a pénzt. Az 1976-ban megjelent Ford Fiesta egy kis méretű, első kerék hajtású autó lett, és átütő sikert aratott Európában, mint ahogyan a korábban a Ford Mustang is az USA-ban.
A siker láttán az volt a terv, hogy a Ford Fiesta egy kissé átdolgozott változatát Wolf néven az 1979-es modellévtől Amerikában is forgalmazzák, azonban a négyhengeres motorok, és az ezekhez kapcsolódó sebességváltók gyártásához szükséges új üzemek felépítése 500 millió dolláros fejlesztést igényelt volna. Henry Ford nem mert ekkora kockázatot vállalni, így a Ford nem tudta felvenni a versenyt a japán import kisautókkal.
Az 1990-es években a Ford Zetec motorjainak fejlesztésében a Yamaha és a Mazda is részt vett, valamint a Ford Probe modell is Mazda alapokra épült.

### Európai modellek
- Ford Ka / Ka+
- Ford Fiesta
- Ford Fiesta ST
- Ford Escort
- Ford Ecosport
- Ford Edge
- Ford Kuga
- Ford Focus
- Ford Focus ST
- Ford Focus RS
- Ford GT
- Ford C-Max
- Ford Mondeo
- Ford Mondeo Hybrid
- Ford Mustang
- Ford S-Max
- Ford Galaxy
- Ford Ranger
- Ford Tourneo Courier
- Ford Tourneo Connect
- Ford Tourneo Custom

### Amerikai modellek
- Ford F-150
- Ford F-650
- Ford C-Max
- Ford C-Max Hybrid
- Ford Ecosport
- Ford Escape
- Ford Edge
- Ford Explorer
- Ford Expedition
- Ford Flex
- Ford Fiesta
- Ford Focus
- Ford Focus Electric
- Ford Fusion
- Ford Fusion Energi
- Ford Fusion Hybrid
- Ford Mustang
- Ford Super Duty
- Ford Taurus
- Ford Transit
- Ford Transit Connect

## Érdekességek
Ford termékeny feltaláló volt. A mai napig sokan cáfolják, de több mint valószínű, hogy az első Ford autók működési elveit nem ő találta ki, hanem egy ezermester barátjától lopta el. Írásos emlékek is fennmaradtak barátságukról, valamint arról, hogy a gyár alapítása után kapcsolatuk nagyon megromlott.